# ズゴック
- ジオン公国の機動兵器 > ズゴック

ズゴック (Z'GOK) は、「ガンダムシリーズ」に登場する架空の兵器。有人操縦式の人型ロボット兵器「モビルスーツ (MS)」のひとつ。初出は、1979年放送のテレビアニメ『機動戦士ガンダム』。
作中の敵側勢力であるジオン公国軍の量産機で、水中行動が可能な「水陸両用MS」に分類される機体。通常のMSと違って首がなく、胴体自体にジオン系MSの特徴であるモノアイ（単眼）カメラを内蔵している。ほかにも蛇腹のような構造の手足、両手の鋭い3本の爪（アイアン・ネイル）といった独特の構造をもつ。劇中では量産型である水色の機体のほか、主人公アムロ・レイのライバルであるシャア・アズナブルが搭乗する赤い機体が登場する。
本記事では、外伝作品などに登場するバリエーション機についても解説する。

## デザイン
『機動戦士ガンダム』の総監督である富野喜幸によって、ゴッグやゾゴックとともにラフ・デザインが描かれた。「ゴックの変形」「複眼（多数のモノアイをもつという意味）」といった注意書きがあり、これをもとにした大河原邦男による1979年6月のラフ・デザインでは、正面に4つのモノアイが確認できる。また、腕部はゾゴックのような5本指のマニピュレーターで、肩口の前後に動力パイプがある。7月の第2稿はほぼ決定稿と同じだが、アイアン・ネイルが太めになっている。
名称は、シナリオでは「ジオッグ」や「ジゴック」という表記も見られる。

## 設定解説
MIP社が開発を担当した重MSの1つ。第1期の水陸両用MSであるゴッグと異なり、アッガイと同じく第2期開発の機体として扱われる。最終設計にあたってはゴッグで得られた実戦データを元に改良が重ねられているが、そのために開発が遅延して完成はアッガイが先行した。元々はMSM-04の型式番号を与えられる予定だったが、開発の遅延から生産はゴッグの後期型と同時期となった。生産はキャリフォルニアベースが担当している。
水陸両用MSの中では陸戦に主眼が置かれており、空冷式と水冷式のラジエーターを併用していることに加え、熱核水流ジェットのほかにジャンプ用の化学燃料ロケットを有する。また、ゴッグでは対応できなかった対空戦闘や航空・水上捜索も充分に行えるよう、設計されている。単機当たりのスペックは同時期に地球連邦軍で量産されたMSを凌駕している。
各地の潜水部隊に配備され、強襲作戦や上陸作戦に従事してMSMシリーズ中最高の戦闘力を有し、パイロットによってはザクを凌駕する戦果を挙げている。後期には、反応炉の出力向上と運動性の改良、装甲の材質変更を行ったMSM-07Sに生産が切り替えられている。なお、MSM-07S型のうちシャア・アズナブル専用機には、20%のチューンナップが施されている。
高性能との引き換えとして操縦性には癖が強く、ゴッグとパーツ互換性がないことからコストは高い。

### 武装
240mmロケット弾
頭部に発射管を6基装備している（装弾数30発）。任務によって対艦・対地・対空用の弾を選択して装填できる。水中での発射もできるが耐圧深度が低く、主に浮上・上陸後のほか、対空用に用いられた。
アイアン・ネイル
ズゴックの近接格闘用の装備で、機体運用の観点からオプションの採用が難しかったことから導入された。開閉機構によってマニピュレーターのように使用する熟練パイロットも存在したとされる。また、熟練者であれば一突きでジムクラスの装甲を貫通できる。グラブロと同様に、フィンとしても機能する。
この爪部は設定画稿において3本描かれているが、映画『機動戦士ガンダムII 哀・戦士編』のポスターにおいては4本描かれている。なお、2016年にはこの4本爪も再現できるアクションフィギュアが、ROBOT魂から発売されている。
メガ粒子砲
「クローバイスビーム砲」とも呼ばれる。出力3.2メガワット。腕部アイアン・ネイルの中央に内蔵されており、腹部に装備したゴッグと比較して使い勝手は向上している。ビーム集束度が高く、低空飛行する航空機を撃墜することもできる。
その他
4連装メガ粒子砲
オプション兵装として計画されていたもので、腕部関節がMS-03式フレキシブルアームとなっているほか、腕部先端が4連装のメガ粒子砲となっている。ジェネレーター出力の限界から机上の空論に止まった。
ヒートロッド
オプション兵装として、クローの代わりにアッグガイと同様のヒートロッドを装備した腕部ユニットに換装できる。ただし、シャア・アズナブル搭乗機では使用されなかった。

### 劇中での活躍

#### 機動戦士ガンダム
テレビ版第27話に初登場。マッドアングラー隊の副官フラナガン・ブーンに、「水陸両用重MS」と紹介された。
カラハ曹長の操縦するズゴックは、ゴッグ1機（パイロット不明）と共に連邦軍ベルファスト基地を攻撃した。連邦軍守備隊の通常兵器による攻撃を一蹴したズゴックは、ハヤト・コバヤシが搭乗している地球連邦軍のガンキャノンの射撃を軽々と回避し、アイアンネイルで機体を拘束して両腕を引きちぎりにかかった。割って入ったアムロ・レイのガンダムをも水中戦で翻弄するが、海面へ逃げるガンダムを追って浮上したところをカイ・シデンのガンタンクに狙撃され、飛び降りてきたガンダムのビームサーベルで頭から両断されて撃破された。なお、この攻撃はホワイトベースへスパイ107号ミハル・ラトキエを潜入させるための陽動作戦であり、107号は潜入に成功した。また、ベルファスト基地にも打撃は与えたが、ズゴックとゴッグだけでなく、発進させたユーコンまで撃沈される損害（第26話の第一次攻撃も合わせると、母艦1隻・MS4機という大損害）を出した。
テレビ版第28話では、潜水母艦「マッド・アングラー」の格納庫に、水中用MA「グラブロ」と共にズゴック5機が収納されている。5機のうち2機がフラナガン・ブーン操縦のグラブロに牽引され、ホワイトベースを襲撃した。この小部隊はホワイトベースに多少の損害を与えるも、Gファイター（セイラ・マス搭乗）によってゴダール搭乗のズゴックが、ガンペリー（カイとミハル搭乗）によってズゴック（搭乗者不明）が、最後にガンダムによってグラブロが撃墜され、全滅した。出撃しなかったズゴック3機のその後については不明である。
テレビ版第29話「ジャブローに散る!」（『劇場版 機動戦士ガンダムII 哀・戦士編』）にも登場。テレビ版ではマッドアングラー隊にゾックとズゴック各1機が補充された。シャア・アズナブルは赤く塗装された専用のズゴック（S型）に搭乗し、ジャブロー攻略に参加する。テレビ版ではシャアの部下として2機のズゴックが登場し、シャアと共にガウ攻撃空母から降下した。リー・ホワン搭乗機は対空砲火で降下中に撃墜され、ジッタル機は着水するも連邦軍防衛施設から発射された魚雷の直撃で撃破された。
僚機を失ったシャアは、ボラスキニフ曹長らの先発隊と合流するとジャブロー内部にて61式戦車を投げ捨て、ジム数機を撃破した。ジムのビーム攻撃を回避しつつ懐に入り、同機をアイアンネイルの一撃で倒したシャア専用機はガンダムと交戦したところをウッディ大尉搭乗のファンファンに攻撃され、メインカメラを破壊されて撤退した。劇場版ではメインカメラを破壊されないままガンダムとの戦闘を続け、ビームサーベルで右腕を切断されて機体のバランサーが狂い、撤退を余儀なくされた。
テレビ版第30話では、シャア専用機が第二次攻撃隊のアッガイ部隊を率いてふたたびジャブローに潜入する（モノアイも修理されていた）。潜入作戦は失敗し、脱出中にガンダムに発見されての戦闘でアッガイ部隊は全滅する。シャア専用機のみ右腕を切断された状態で脱出し、これ以降は登場しない。

#### 一年戦争後
『機動戦士ガンダムΖΖ』では、第40話と第41話でタイガーバウム・コロニーにおいて、スタンパ・ハロイのコレクションの1つとして登場する。第40話では、槍を持って偶像のようなポーズをとっている赤と黄色のズゴックと量産型カラーのズゴックが登場する。後者の機体が主人公のジュドー・アーシタによって奪われ、ザクIやアッグガイ、ハマーン・カーンの操るアッガイと交戦した。第41話では、スタンパがズゴックに搭乗してジュドーたちを追いつめるが、その際にラサラ・ムーンを殺害したため、それに激怒したモンド・アガケの駆るガンダムMk-IIによって撃破された。なお、本機を含むスタンパがコレクションとして所有しているMSはどれもリニアシート式コックピットに改修されており、熱核ジェットによるホバー走行が可能。
アニメ版『機動戦士ガンダムUC』では、地上のジオン残党軍が扱うMSとしてグリーンカラーに塗装された本機が登場。連邦軍トリントン湾岸基地襲撃作戦に参戦するが、湾岸基地上陸後にバイアラン・カスタムのメガ粒子砲によって撃破された。
宇宙世紀より数千年後の時代を描いた『ガンダム Gのレコンギスタ』最終話では、G-セルフを追ってこの時代では遺跡であるジャブローの地下洞窟に入ったカバカーリーのパイロットであるマスク大尉が、両腕を失ったまま朽ち果てたズゴック2機を発見し「宇宙世紀時代の遺物」と確認している。

#### 漫画作品
漫画『機動戦士ガンダム THE ORIGIN』では、デザインが大幅に変更されている。シャアがジャブロー攻略に使用した赤い機体が先行して登場し、改装中のガンダムに替わってジムに乗ったアムロと交戦した。そのほかにはジオン軍マッドアングラー隊のスビッチが操縦し、ボラスキニフ曹長のゾックと共にグラブロに牽引されてホワイトベースをミサイルで攻撃する。その際、ウォン伍長のコア・ファイターに右腕をミサイルで破壊された後、カイとミハルのガンペリーの大型ミサイルで撃破される。スレッガー・ロウからは「丸頭」と呼ばれていた。
漫画『MS戦記 機動戦士ガンダム0079外伝』では、「ジャブローに燃える！の巻」に１コマだけ登場。ジャブローへの空挺降下中に対空砲火が直撃し、「ズゴック」の擬音と共に爆発四散した。
漫画『機動戦士ガンダム0079』では、コーカ・ラサのゴッグとともに2機でベルファスト基地を襲撃しているが、アニメ版とは異なり、停泊していた連邦軍水上艦艇の艦砲射撃で（市街地ごと）撃破されている。
漫画『機動戦士ガンダム ギレン暗殺計画』では、ジオン本国内で消防隊用に改造された機体が登場した。武装やアイアンネイルはすべて解除され、腕部のメガ粒子発射口から大量の水（または消火剤）を噴射し、爆弾テロに見舞われたジオン公国公安本部庁舎の消火活動に当たっている。
漫画『機動戦士ガンダム』（岡崎優版）では、ドズル・ザビの指揮下でゾックなど他の水陸両用MSと共に宇宙を飛び回っていた。後年のアニメ『模型戦士ガンプラビルダーズ ビギニングG』第2話や『ガンダムビルドファイターズ』第21話においても、同様に「宇宙フィールドへ出撃するズゴック」のカットが描かれている。
漫画『機動戦士クロスボーン・ガンダム DUST』では宇宙用に改修された機体が登場。技術力の低下したこの時代では貴重なビーム兵器を有することから、90年前の機体でありながら脅威となっている。ただし、宇宙空間ではジェネレーターの冷却ができず、メガ粒子砲は数発しか撃てない使い捨てである。

## バリエーション

### プロトタイプズゴック
曽野由大の漫画『アッガイ博士』に登場する、ズゴックの試作型。名称はプロトタイプゴッグやプロトタイプアッガイに倣った暫定的なものである。
同作品の主人公であるMIP社のソースケ・カトーが設計に携わっている。量産型との主な相違点は、モノアイ下部にある「鼻」と「口」を思わせるユニットと、そこから「髭」のように伸びる動力パイプ。また腕部と脚部はこの時点ではフレキシブル・ベロウズ・リムが採用されていない。
第1巻ではプロトタイプゴッグ、プロトタイプアッガイと共に水陸両用MSの評価試験に参加しているが、本機の名称は呼ばれない。第2巻では「ズゴック」と呼ばれ、地球侵攻作戦直前に開催された全MSメーカーの水陸両用MSによる競技会に参加し、パイロットはソースケが務めている。またこのとき、頭部発射管の一部にフリージーヤードを装填している。

### ズゴック（D型）
模型雑誌『ホビージャパン』の企画「MOBILE SUIT in ACTION ジオンの星」に登場。名称は単に「ズゴック」と呼ばれる（型式番号：MSM-07D）。
前線におけるズゴックの改良型で、アイアン・ネイルが各4本になり（ズゴックEと異なり対角線上に配置）、腰部に装甲が追加され耐弾性が向上している。特に後部の装甲は膝下まで伸びている。またモノアイ・レール左側面にアンテナが追加され、足首は前後とも二股の形状になっている。塗装は青を基調とするが、グレーであるとも言われる。
突撃機動軍から地球攻撃軍に編入された第13中隊に配備され、3機がズゴックIIとともに西ヨーロッパでの「D作戦」に参加、連邦軍の補給基地を襲撃している。主なパイロットはデグナー・ロメオ。

### ズゴックE
OVA『機動戦士ガンダム0080 ポケットの中の戦争』に登場。メカニックデザインは出渕裕で、設定画には「MSM-07/E《ズゴック》」の名称が記されていた。"E" は "Experiment" の略である。
統合整備計画の一環で開発された機体で、ズゴックの性能を引き継ぎつつも、ショルダーアーマー等に多少の設計変更が行われている。ズゴックの地上運用後に見つかった問題点をクリアするため開発された試験機で、製造はキャリフォルニアベースで行われた。まず、ゴッグに比べズゴックの水中整流効果が劣っていた事から、ゴッグと同様に四肢を伸縮可能な機構が導入された。また、主推進器は背中から脚部に変更され、整流効果と航続距離の向上が図られた。それに伴い、背部の推進器は陸上行動時のジャンプ用に変更され、その折の機動性が向上している。ジェネレーターは原型機と同出力ながらも、熱核水流ジェットの機器と一元化し整理された。また、コクピットはハイゴッグと同型のものを採用。また、各部関節に使用される駆動ユニットは生産性と追従性の観点から新規品となっており、S型を凌駕する運動性を発揮する。また、パーツや兵装は他機種と互換性を持たせており、ズゴックの持っていた操作性やコスト高を解消した機体である。戦争末期に完成し、少数の機体が量産配備された。
武装・装備
ジェットパック
背部に装備。陸戦用MSと比較し行動力の劣る水陸両用MSの為に作られたオプションで、沿岸警備隊の標的になることなく目標内陸部へ侵入する事が可能となる。離水や短時間の空中飛行を行う際に使用される化学燃料ロケット。
魚雷発射管
頭部に装備。ビーム・カノンの採用により陸上での戦力が向上した事と、対艦戦闘能力の増強を考慮し、魚雷を装備する。6基の発射管に12発を装填。
バイス・クロー
腕部に装備。簡易的ではあるがマニピュレーターのように使用することが可能となった。
ビーム・カノン
腕部に装備。エネルギーCAP技術の採用により発射速度が向上している。連射が可能で、接近戦時に活用される。
劇中での活躍
『0080』では第1話の冒頭シーンに登場。ジオン公国軍突撃機動軍所属サイクロプス隊の隊長であるハーディ・シュタイナーのズゴックEは隊員のミハイル・カミンスキー、アンディ・ストロース、ガブリエル・ラミレス・ガルシアらの搭乗したハイゴッグと共に地球連邦軍の北極基地を強襲し、基地防衛のMSを圧倒する。
小説版『機動戦士ガンダム戦記 Lost War Chronicles』では、キャリフォルニアベースからオーストラリア大陸にもち出された機体にガースキー・ジノビエフ曹長が搭乗。音響関連のセンサーに優れた優秀な陸戦MSとして描写されている。
漫画『機動戦士ムーンガンダム』では、宇宙世紀0091年の南極の旧資源開発基地で新生ネオ・ジオン軍によって運用されている。
OVA『機動戦士ガンダムUC』の外伝作品『機動戦士ガンダムUC 『袖付き』の機付長は詩詠う』第3話では、0096年にカークス隊所属のテッセラ・マッセラ中尉が右腕を失った機体に搭乗するほか、第7話・第8話ではカークス隊基地を狙う海賊との攻防戦に参戦している。
漫画『機動戦士ガンダムF90 ファステストフォーミュラ』では、0116年にテロ組織「汎アフリカ解放戦線」が運用する少なくとも2機が、南アフリカ核貯蔵庫に上陸している。

### ズゴック改
小説『機動戦士ガンダム0080 ポケットの中の戦争』に登場。
OVA版において登場したズゴックEとハイゴッグの代わりに登場する。ズゴックの改良型であり、重量バランスの変更などによって汎用機に比べて劣る陸戦能力を強化した機体となっている。また、OVA版のハイゴッグと同様、腕部にハンドミサイルユニットを装着することも可能である。

### ズゴック・クラブ
メカニックデザイン企画『F.M.S.』（福地モビルスーツステーション）に登場（型式番号：MSM-07F）。
ズゴックを水中戦に特化させた機体であり、水中での機動性が強化されている反面、陸戦能力は重視されていない。左腕がミサイルランチャーに、右腕が通常のアイアンネイルとは形状の異なるクローに変更されている。
宇宙世紀0079年11月に、マッド・アングラー級潜水艦「ズアイ」に搭載された機体が、グラブロ4号機の護衛を兼ねて実戦テストを行っている。

### ラムズゴック
メカニックデザイン企画『MSV-R』に登場。
水陸両用MSの中では高性能を誇ったズゴックではあったが、対艦および対MS戦においてアイアンネイルを使用する際、装甲の厚い艦底部や敵機体から突き刺したネイルを引き抜くことができず、爆発ボルトの使用で難を逃れ、戦線を離脱する例が相次いだ。この弱点への対応として、両腕のアイアンネイルと頭部のロケットランチャーを廃し、クロー装備シールドと対艦攻撃用のヒート・ラム（大型衝角）を装備した、対艦戦闘用に使用を限定される本機が開発されるに至った。『機動戦士ガンダム MSV-R ジョニー・ライデンの帰還』では、連邦軍が水中用MSの開発から手を引いたことで自軍の戦力が宙に浮いてしまったとも書かれている。
クロー・シールドは両腕にマウントされて着脱は容易かつ強度も増し、長さもアイアンネイルの2倍となって近接攻撃力が増した。また、腕部の武装はメガ粒子砲のみとなり、発射時のネイル開放の必要もなくなった。また、指等の機構は完全に廃止された。そして頭部に装着されたヒート・ラムは戦闘時（あるいは砕氷作業時）には屹立し、発熱して敵艦底を切り裂く攻撃を可能とした。
一年戦争時において、主に北ヨーロッパや北米大陸で運用されており、形式番号は終戦間際に与えられたものである。戦後はアクアジムくらいしか連邦製の機体がないこともあって、本機をはじめとして連邦軍に接収された水中用・水陸両用機が長らく使用され続けており、民間軍事会社「テミス」がこの機体を手配された際には旧式さに呆れつつも「水中用に限って言えば、これ以上の機体がない」という現実を嘆いていた。
玉越博幸の漫画版『機動戦士ガンダム0080 ポケットの中の戦争』では、サイクロプス隊の要人救出作戦「オペレーション・カノッサ」の際にアンディ・ストロース少尉が搭乗。左胸に部隊章が描かれている。ミハイル・カミンスキー中尉のゴッグとともにコムサイに搭載されて地球に降下、直後にコア・ブースター2機の追撃を受けるも、コムサイの上部ハッチを開けてメガ粒子砲で撃破する。その後海から連邦軍基地に上陸し、守備隊のジムや61式戦車を殲滅する。
小説『機動戦士ガンダム MSV-R ザ・トラブルメーカーズ』では、一年戦争終結直後に地中海海域で通常のズゴック1機とともに活動する公国軍残党の1機が登場、リンツ・メイヤー軍曹が搭乗する。

### ズゴックII
『ホビージャパン』の企画「MOBILE SUIT in ACTION ジオンの星」に登場（型式番号：MSM-07R）。
地球侵攻において高い評価を得たズゴックだが、ジオン公国軍上層部は戦果拡大のためMIP社に改良を要求。その結果、発注から1ヶ月という異例のペースで本機のプロトタイプがロールアウトしている。ジェネレーター出力は30パーセント向上し、実戦データをもとに装甲を強化。D型と同様の腰部装甲に加えて、両肩にゴッグのような装甲が追加されている（胴体部と一体型）。またモノアイ・レール正面の支柱が撤去され、胴体部インテークの形状も変更されている。頭頂部ミサイル・ランチャーは前部2門に減っているが、バックパック中央部にザク・マリナーのようなサブロック（ミサイル）・ランチャーが確認できる。すべての点で通常型を上回る能力をもつとされるが、実戦配備された機体は少なく、一説には3機と言われる。塗装は青を基調とする。
突撃機動軍から地球攻撃軍に編入された第13中隊に1機配備され、ラス・ハンニバル中佐が搭乗しズゴックD型を率いて西ヨーロッパでの「D作戦」に参加、連邦軍の補給基地を襲撃している。この機体は腹部装甲が除去され内部機器が露出しているが、戦闘のダメージによるものかは不明である。

### ゼーゴック
OVA『機動戦士ガンダム MS IGLOO -黙示録0079-』に登場。
衛星軌道上から大気圏に突入し、地上・海上や空中の敵に対して奇襲攻撃をおこなうことを目的とした特殊兵装である「モビルダイバーシステム (MDS: Mobile Diver System)」の管制・機動ユニット。MDSは、この管制・機動ユニットと大量兵器輸送用コンテナ (LWC: Logistics Weapon Container) により構成される。
当初、管制・機動ユニットには専用機が予定されていたが、計画が前倒しとなったため戦線の後退によって活躍の場を失ったズゴックが流用されている。ズゴックは水中・大気圏内両用の熱核ハイブリッド・エンジンを搭載しており、また各部を耐圧ジョイントで接続していることから管制・機動ユニットへの換装が容易であった。さらに、不要となった機体を流用しているため作戦終了後に廃棄できるという利点もあった。ズゴックの上半身（「ズゴック・ユニット」と呼ばれる）に大推力の「ダイブ・マヌーバー・ユニット」とLWCとの接続パイロン、ブースターとプロペラント・タンクを接続する。さらに右腕はセンサー・ユニットに換装されており、武装は左腕部のメガ粒子砲のみとなっている。
衛星軌道上から降下したMDSは武装使用後にLWCを投棄、ガウ級攻撃空母に収容されてパイロットを回収したあとは本機自体も投棄され、任務終了後はパイロットのみ宇宙に帰還する。
コックピットは通常のズゴックと異なり、統合整備計画に準拠したタイプに換装されている。複座型に改修されているが、後部座席は簡易なものであり、モニターがあるのみとも、火器管制が可能であるともいわれる。
当初は実証試験機として2機の製作で終わる予定であったが、最終的に7機が追加製作されている。
劇中での活躍
第1話に登場。一年戦争末期、ジャブローからの地球連邦軍艦艇の打ち上げ阻止のため、ヴェルナー・ホルバイン少尉をテスト・パイロットとする評価試験の形式を採ってMDSが急遽実戦投入される。当初は「ムスペルヘイム」を母艦とする第604技術試験隊がその任に就くが、1回目の試験でMDSの射出直後に母艦が撃沈されたため、2回目以降は「ヨーツンヘイム」を母艦とする第603技術試験隊が引き継いでいる。
1. 12月初旬の[37]第604技術試験隊での試験ではどのような作戦行動をとったかは不明。のちにモニク・キャディラック技術大尉が「戦果ゼロ」と発言している。装備は2回目と同じであったと推察する資料もある[39]。なお、ムスペルヘイムの撃沈により搬入されていた4機が失われたため、この試験後に残った本機は4機となる[37]。
2. 第603技術試験隊による第1次運用試験は12月3日に行われる。LWCには第1兵装として全長60メートルの大型ミサイル4発を搭載した「マルチ・ミサイル・バス」を内装[37]、MDSは高度8千メートルまで成層圏ダイブし、水平飛行ののち高度4千メートルで上昇中のサラミス級巡洋艦1隻に対し攻撃。しかし、ミサイルはすべて起爆せずに目標を通過し[40]、失敗に終わる。
3. 第2次運用試験では、エンジニアリング・オフィサーとしてヒデト・ワシヤ技術中尉同乗のもと、LWCには第2兵装として28連装ロケット弾ポッド4基を装備した「R-1（アール・アイン、Rakete Eine[41]）」を内装[37]。夜間に高度1万メートルで、再突入から水平飛行に移りつつあるサラミス級3隻を後方から攻撃しようとする。しかし、直前にジャブローからの対空ミサイル攻撃を察知し、回避運動をおこなったために高度を失う。サラミスへの攻撃は不可能となったが、兵装の試験のためにロケット弾を発射した。
4. 第3次運用試験は12月7日に行われる。LWCには第3兵装としてビグ・ザムのために試作された[37]拡散ビーム砲「クーベルメ (Kuhblume)[注 11]」を内装。4連装収束ビーム砲5基を装備し、各ビーム砲は射角が変更可能となっている[37]。ただし、5秒以上のビーム照射は爆散の可能性もあった。ほぼ垂直にジャブローへ向けて突入し、高度2万メートルで機体を反転、高度1万メートルで連邦軍艦艇をすれ違いざまに下方から攻撃をおこなう。これにより、マゼラン級戦艦1隻、サラミス級4隻撃沈という、それまでの失敗を払拭する大戦果を挙げる。しかし、帰投の際にコア・ブースターII・インターセプトタイプの追撃を受け、回収用のガウが撃墜され、本機も被弾して海に墜落。ホルバイン少尉は未帰還となる。

パイロットを失ったことや、オリヴァー・マイ技術中尉の具申もあり、試験は中止される。
漫画『機動戦士ガンダム0083 REBELLION』でも1コマのみ（記録映像として）登場。宇宙世紀0083年のデラーズ・フリートによる「星の屑作戦」でのコロニージャックへの増援としてジャブローから打ち上げ中の連邦軍第3艦隊に対して、第2兵装のMDSによる襲撃があったとされる。戦果などは不明。

### RFズゴック
ゲーム『機動戦士ガンダムF91 フォーミュラー戦記0122』に登場。オールズモビルが開発したMS。最新の技術を用いたズゴックのリファイン機。
外見こそ一年戦争時のズゴックだが、性能はオリジナルを大幅に凌駕し、宇宙世紀0120年代の機種に匹敵する。
主に陸上における戦闘能力が強化されており、陸上での機動性の改良に加え、両腕部のクローは、ビームカノンを放つことのできるヒートクローに換装され、攻撃力が向上している。さらに背部のハイドロジェットによって潜水艦並みに長期の水中活動が可能となった。

### パーフェクトズゴックキャノン
カードダス『SDガンダム カードダス』などに登場。
ズゴックをベースとした高性能機で、「いつどこで開発されたかさえわからない謎のMS」とされている。水陸に止まらず、宇宙空間での戦闘も可能な高い汎用性を持つ。武装として頭頂部にハイメガキャノンを1門、背部のバックパックに280mmキャノン砲を2門、腕部にビームランチャーを装備している。また、機体各部の形状にはズゴック以外の機体の意匠も見受けられ、腕部はゴッグ、胴体はガンダム系のMS、脚部は高機動型ザクIIの物に類似している。また、頭部にはブレードアンテナを有している。
元々は『コミックボンボン』のオリジナルデザインコンテストグランプリの受賞作品であり、カードダス化の他に『ガシャポン戦士』で立体化もされている。当初はSD体型の画稿しか存在しなかったが、『月刊ホビージャパン』2000年7月号にてリアル頭身の作例が掲載された。
なお、カードダスでの型式番号は「MSM-07FC-B」だが、『GUNDAM WEAPONS "ニュージェネレーション"編』では「MSM-07OP」という型式番号になっている。

### ズゴック（サンダーボルト版）
漫画・OVA『機動戦士ガンダム サンダーボルト』に登場。
カウフマン部隊の主力機。ゴッグ同様に足を折りたたむ機構が追加されているほか、四肢には球体関節、肩部には増加装甲が導入されているため、原典のデザインより股関節部分がむき出しで太く、肩は怒り肩となっている。また、寒冷地戦への想定から脚部が改修され、ホバー走行が可能となっている。